# 北方艦隊
北方艦隊（ほっぽうかんたい、ロシア語: Северный флот, СФ, ラテン文字転写: Severnyy flot, SF スィェーヴィェルヌィイ・フロート）は、ムルマンスクに司令部を置くロシア連邦海軍の艦隊の一つ。白海やバレンツ海など北極海の防衛を担うほか、大西洋へも進出する。艦隊主力が駐留する軍港都市セヴェロモルスクは閉鎖都市となっている。

## 概要
北方艦隊は、ロシアでは最も新しい艦隊である。
1933年6月1日、前身となる北方小艦隊（英語: Northern Flotilla）が設置された。最初に配備されたのはノヴィク級駆逐艦ウリツキー、ルイコフなどであった。北方艦隊となったのは1937年5月11日のことである。
ソ連時代後半には多数の原子力潜水艦を擁したことで知られ、最大で200隻の潜水艦が所属していた。また、航空母艦や大型のミサイル巡洋艦も保有し、ソ連海軍の中でも特に有力な艦隊であった。
しかし、ソビエト連邦の崩壊後には逆にこれらの大型艦が重荷となった。北方艦隊では原子力潜水艦やキーロフ級重原子力ミサイル巡洋艦の維持を優先したことから、有力なソヴレメンヌイ級駆逐艦はじめ他の艦船の多くが活動不可能な状態に陥った。一部の艦船は整備を受けられないまま退役を余儀なくされ、北方艦隊の勢力は大きくそがれることとなった。
2000年代に入りロシア連邦の経済状況が改善する中でこうした危機的状況も徐々に改善しつつあり、活動を休止していた艦船も一部が戦列に復帰している。
2007年11月27日、ロシア海軍総司令官ウラジーミル・ヴィソツキー大将は、北方艦隊基地へ出張中に「ロシア北方艦隊の行動海域は、大幅に拡大される」と発言した。
この発言は、海外では注目されなかったが、ヴィソツキー発言から8日後の12月5日、第43ロケット艦師団所属の重航空巡洋艦「アドミラル・クズネツォフ」（実質的には航空母艦）、第2対潜艦師団所属の大型対潜艦「アドミラル・レーフチェンコ」「アドミラル・チャバネンコ」、第16支援艦旅団所属の大型海上給油艦「セルゲイ・オシポフ」、救助曳航艦「ニコライ・チケル」で構成される戦闘艦艇グループがセヴェロモルスクを抜錨、2ヶ月間の北東大西洋及び地中海への遠征へと出発した。戦闘艦艇グループは北方艦隊司令官ニコライ・マクシモフ中将が率い、艦隊運用は第43ロケット艦師団司令官アレクサンドル・トゥリーリン少将が行った。
2010年には第18潜水艦師団が廃止され、弾道ミサイル潜水艦部隊は第31潜水艦師団に集約された。
北方艦隊は2010年9月20日に発足した西部軍管区の傘下とされていたが、2014年12月1日には北極防衛の強化のため北方艦隊が新たに独立した作戦・戦略司令部（OSK）とされ、それまで西部軍管区に所属していた戦力の一部を含め統一指揮することとなった。
2021年には北方艦隊自体が独立した軍管区に昇格し、コミ共和国、アルハンゲリスク州、ムルマンスク州、ネネツ自治管区も管轄していた。
2024年には2010年当時の西部軍管区の領域は再度レニングラード軍管区とモスクワ軍管区に分割されたため、北方艦隊は独立した軍管区ではなくなった。また2024年現在では海軍の各艦隊は軍管区ではなく海軍総司令官の指揮下にある。

北部軍管区の領域

## 編制

Map of naval bases, shipyards and spent fuel storage sites operated by the Northern Fleet

2021年時点、北方艦隊はロシア連邦海軍で最有力の艦隊であるとされている。
攻撃部隊は、原子力あるいはディーゼル動力の潜水艦と航空母艦を主力に、巡洋艦、駆逐艦、大型対潜艦など一通りの水上戦闘艦艇を保有している。北方艦隊所属の重航空巡洋艦「アドミラル・クズネツォフ」は、2021年現在ロシア海軍にとって唯一の航空母艦である。
この他、北方艦隊には対潜哨戒機やヘリコプターを中心とした海軍航空隊も所属し、これらは水上艦艇と協力して敵潜水艦や不審船の脅威から国土を守る任務についている。第61海軍歩兵旅団という陸戦部隊も所属し、複数の大型揚陸艦からなる上陸部隊も構成されているが、規模はあまり大きくなく、輸送力は限られている。
なお、この他に北方艦隊の担当領域ではロシア国境軍の艦艇も活動している。これは海軍艦艇ではなく、北方艦隊とは別組織である。

### 艦艇部隊
- 北方艦隊旗艦 11442 「オルラーン」型重原子力ミサイル巡洋艦（キーロフ級）ピョートル・ヴェリーキイ

- 第43ミサイル艦師団：セヴェロモルスク
  - 11442 「オルラーン」型重原子力ミサイル巡洋艦（キーロフ級）ピョートル・ヴェリーキイ、アドミラル・ナヒーモフ（改装中）
  - 1143.5型重航空巡洋艦（アドミラル・クズネツォフ級）アドミラル・フロータ・ソヴェーツコヴォ・ソユーザ・クズネツォフ
  - 1164「アトラーント」型ミサイル巡洋艦（スラヴァ級）マーシャル・ウスチノフ
  - 956 「サルィーチ」型駆逐艦（ソヴレメンヌイ級）アドミラル・ウシャコーフ
  - 22350型フリゲート（アドミラル・ゴルシコフ級）アドミラル・フロータ・ソヴィエツコヴォ・ソユーザ・ゴルシコフ、アドミラル・フロータ・カスタノフ
- 潜水艦部隊：ガジエヴォ
  - 第7潜水艦師団：ヴィジャーエヴォ
    - 945/945A型多目的原潜（シエラ型）B-276コストロマ（予備役）（945型）、B-336プスコーフ、B-534ニージュニイ・ノーヴゴロト（945A型）
    - 671RTM「シュチューカ」型多目的原潜（ヴィクターIII型）B-138オブニンスク、B-448タンボフ

  - 第11潜水艦師団：ザーパドナヤ・リッツァ、ボリシャーヤ・ロパートカ湾
    - 885型/885M型、ヤーセン型多目的原潜 K-560セヴェロドヴィンスク[8]、K-561カザン[8]
    - 949A「アンテイ」型巡航ミサイル原潜（オスカーII型）K-119ヴォローネシ、K-266オリョール、K-410スモレンスク

  - 第24潜水艦師団：ガジエヴォ、ヤーゲリナヤ湾
    - 971「シュチューカB」型多目的原潜（アクラ型）K-154チーグル、K-157ヴェープリ、K-317パンテーラ、K-328レオパールト、K-335ゲパールト、K-461ヴォールク

  - 第31潜水艦師団：ガジエヴォ、ヤーゲリナヤ湾
    - ボレイ型原子力潜水艦K-535ユーリイ・ドルゴルーキイ
    - 667BDRM「デリフィーン」型戦略重ミサイル潜水巡洋艦（デルタIV型）K-18カレーリヤ（修理中）、K-51ヴァルホトゥーリエ、K-84エカテリンブルク、K-114トゥーラ、K-117ブリャンスク、K-407ノヴォモスコーフスク

  - 第29潜水艦師団：ガジエヴォ、オレーニヤ湾[9]
    - 1910「カシャロート」型特務原潜（ユニフォーム型）AS-13、AS-15、AS-33
    - 1851型特殊任務原子力潜水艦AS-21、AS-23、AS-35
    - 1083.1型小型特務原潜ロシャリク (AS-12)
    - 667BDR「カリマール」型特務原潜（デルタストレッチ型）BS-136オレンブルク（予備役）
    - 667BDRM「デリフィーン」型特務原潜BS-64Podmoskovye
- コラ諸兵科連合小艦隊：ポリャールヌイ
  - 第2対潜艦師団：ポリャールヌイ
    - 1155「フレガート」型大型対潜艦（ウダロイ級）アドミラル・チャバネンコ、アドミラル・レーフチェンコ、アドミラル・ハルラーモフ（予備役）、セヴェロモルスク

  - 第121揚陸艦旅団：ポリャールヌイ
    - 11711型大型揚陸艦イワン・グレン、ピョートル・モルグノフ[10]
    - 775型大型揚陸艦（ロプチャ級）BDK-45ゲオールギイ・ポベドノーセツ、BDK-55アレクサンドル・オトラコーフスキイ、BDK-91オレネゴールスキイ・ゴルニャーク、BDK-182コーンドポガ

  - 第161潜水艦旅団（通常動力潜水艦）：ポリャールヌイ
    - 877「パールトゥス」型ディーゼル電池潜水艦（キロ型）B-177リペツク、B-401ノヴォシビールスク、B-402ヴォログダ、B-459ヴラジカフカース、B-471マグニトゴールスク、B-800カルーガ（修理中）、B-808ヤロスラーヴリ

  - 第7水域警備艦旅団：ポリャールヌイ
    - 第270親衛小型対潜艦大隊：オレニヤ湾
      - 小型対潜艦MPK-14モンチェゴルスク、MPK-59スニェジュノゴルスク、MPK-194ブレスト、MPK-203ユンガ

    - 第108小型ミサイル艦大隊：ポリャールヌイ
      - 小型ミサイル艦アイスベルク、ナカート、ラススヴェート

  - 第5掃海艇旅団：ポリャールヌイ
    - 第83基地掃海艇大隊：ポリャールヌイ
      - 基地掃海艇BT-50エリニャ、BT-97ポリャールヌイ、BT-111アヴァンガルド、BT-152コテリニッチ、BT-211ヴャトチク、BT-226コロムナ

    - 第42海洋掃海艇大隊：ポリャールヌイ
      - 海洋掃海艇ウラジーミル・グマネンコ、コメンドール、マシニスト

  - 第51偵察艦大隊：ポリャールヌイ
  - 第81保障船舶旅団：セヴェロモルスク
  - 第88救助船旅団：セヴェロモルスク
    - 救助船ゲオルギー・チトフ
    - 救助曳船ニコライ・チケル
- ベロモルスク海軍基地：セヴェロドヴィンスク
  - 第43独立水域警備艦大隊：セヴェロドヴィンスク
    - 小型対潜艦MPK-7オネガ、MPK-130ナリヤン・マール
    - 海洋掃海艇MT-434

  - 第339独立建造・修理潜水艦旅団：セヴェロドヴィンスク
  - 第16建造・修理艦艇旅団：セヴェロドヴィンスク
  - 第45国家中央海軍演習場：ネノクサ

### 航空部隊
- 北方艦隊混成航空軍団[11]
  - 第100独立海軍戦闘航空連隊：セヴェロモルスク3。MiG-29K、MiG-29KUB
  - 第279独立艦載戦闘機航空連隊：セヴェロモルスク3。Su-25UTG、Su-33
  - 第830独立艦載対潜ヘリ連隊：セヴェロモルスク1。Ka-27
  - 第403独立混成航空連隊：セヴェロモルスク1。An-12、An-26、Il-38、Tu-134
    - 長距離対潜航空飛行隊：キペロヴォ。Tu-142MK、Tu-142MR

### 海軍歩兵・沿岸防衛部隊
- 第61独立海軍歩兵旅団：スプートニク
- 第536独立沿岸ミサイル・砲兵旅団：スニェジュノゴルスク
- 第215独立電波電子戦連隊：セヴェロモルスク